# 龍三と七人の子分たち
『龍三と七人の子分たち』（りゅうぞうとしちにんのこぶんたち） は、2015年の日本映画。北野武監督の17作目であり、『アウトレイジ ビヨンド』（2012年）以来、およそ3年ぶりの作品となる。当初は2014年秋に公開予定だったが、延期され、2015年4月25日に公開された。
キャッチコピーは「金無し、先無し、怖いもの無し! ジジイが最高!!」「俺たちに明日なんかいらない!!」。

## 概要
北野武監督の前作『アウトレイジ ビヨンド』（2012年）とは打って変わり、引退した元ヤクザの龍三親分がオレオレ詐欺に引っかかったことから、昔の仲間 “七人の子分たち” を呼び寄せ、若者たちを成敗しようと世直しに立ち上がる姿を描いたアクションコメディ映画である。
主要キャスト陣の平均年齢は72歳であり、たけしは「今回の作品はメインキャストが高齢なんで、作品の公開日までとにかく元気でいて欲しい。誰かの遺作になっちゃったりしないよう、皆さんの健康が心配でしょうがないね」と語った。

また、ベテラン俳優に遭遇し得る「本読みしていて、耳が遠いのに気が付いて」「カンペの字が小さいから…」、「でも、ベテラン俳優さんたちだから、しっかりした演技だったし」（要旨）などと言った、ありがちな真実味ある笑いをインタビューにおいて賛辞の言葉として送っている。

## ストーリー
かつてヤクザの組長を務めた龍三は息子・龍平のもとで隠居生活を過ごしているが、「ヤクザの息子」と白い眼で見られていた過去から息子一家は龍三を煙たがり、家庭の中でも窮屈な生活を送っている。連休に龍平が妻の実家へ帰省、留守を預かる最中に半グレ「京浜連合」からオレオレ詐欺の電話がかかる。示談金が揃えられない龍三は詫びとして指つめを行おうとするが、受取人は恐れをなして逃げ出す。その夜、兄弟分のモキチが京浜連合とトラブルを起こす現場を目撃して助太刀するが、マル暴の村上刑事が間に入り事なきを得る。龍三はマサとモキチを自宅に連れ込むが、会社のトラブル対応のために帰宅した龍平に見付かり、自宅を出て行く羽目になる。
マサの部屋に居候することになった龍三は、かつてのヤクザ仲間や敵対した組長たちを呼び集め、京浜連合に対抗するための新しい暴力団を結成しようとする。しかし、集まったメンバーが全員組長・幹部クラスだったため、過去に起こした犯罪（殺人・傷害・懲役年数）をポイントに換算した結果、一番ポイントが高い龍三が組長に決まり、新組織「一龍会」を結成する。龍三は過去に恩を受けた榊会長の息子への挨拶を終えた後、京浜連合の徳永と遭遇し、彼の借金取り立てのやり方に腹を立て、京浜連合の本社に乗り込む。龍三たちは京浜連合ボスの西に仁義を切るが、彼はマル暴の村上を呼び龍三たちを追い出してしまう。村上から警告を受けたものの龍三は意に介さず、かつての縄張りを取り戻し京浜連合の商売を邪魔していく。
一龍会の存在を邪魔に感じ出した西は下っ端の石垣に、彼の恋人でモキチの孫娘でもある百合子を連れ去るように命令する。しかし、石垣は百合子を守るため二人でモキチに助けを求める。百合子に危害を加えられそうになったモキチは激怒し、一人で京浜連合の本社に乗り込み西を狙うが捕まってしまい、西に殺されてしまう。子分を殺された龍三は報復するため子分たちを引き連れ、京浜連合の本社に乗り込む。一龍会の本気を見て恐れをなした西たちは車で逃げ出すが、龍三たちはバスを乗っ取り西たちを追いかける。追い詰められた京浜連合のメンバーは龍三たちに殴り倒され、駆け付けた村上に詐欺罪で逮捕されるが、暴力団を名乗った龍三たちも逮捕されてしまう。連行される中、マサは「今回の件でポイントが貯まったから、出所後は自分が組長になる」と語ると、龍三が言い返す。「出所するころには全員死んでるよ」

## 主要人物
龍三親分
元組長。過去の指詰めで薬指と小指がない。背中に龍の刺青がある。一龍会を立ち上げる際に、前科による点数勝負で親分となった。たまに飲食するマサとの電話をした後に、ある出来事が起こる。本名は高橋龍三。
若頭のマサ
龍三とは組長、若頭の間柄。ある親切なおばさんの仲介で生活保護をしてもらいながら生活している。若頭（No.2）どまりで組を持てなかったコンプレックスを持つ。本名は山本政夫。
はばかりのモキチ
富豪の振りをして誰彼かまわず寸借詐欺を働こうとする詐欺師。京浜連合が実の孫娘である百合子をさらおうとしたことを知り怒りに燃える。本名は武田茂吉。
早撃ちのマック
スティーブ・マックイーンに憧れ、常に拳銃を持ち歩いている血の気の多い男。現在は主に病院で過ごしている。マックイーンに憧れるあまり、礼服を持ってない。本名は渡辺義雄。
ステッキのイチゾウ
仕込杖のステッキを持ち歩き、若い頃は何人もの極道を血祭りに挙げてきた。常に和装姿にステテコ、加え、律儀に紋付袴まで持っている。本名は坂本一三。
五寸釘のヒデ
五寸釘を持ち歩き、手裏剣のように投げつける。その腕の正確さは、頭に血が上りきっている西を唖然とさせてしまった程。本名は石田英雄。
カミソリのタカ
カミソリで相手の喉に致命傷をつけることを得意とする。身よりはなく現在は介護施設で暮らしている。うっかりヤスを焚き付けてしまい…。本名は佐藤隆典（本編では苗字は明かされていない）。
神風のヤス
自称、元少年特攻志願兵ながら、思い入れは人一倍（以上）。龍平が働いている企業が気に入らず、戦死した英霊への寄付を要求する右翼もどき。本名は安田敏男。

### 京浜連合
地上げや高利貸し、押し売り、暴力団との仲裁などのシノギで急成長した悪徳企業。赤坂に本社ビルを所有している。
西
京浜連合のボス。元暴走族あがりの半グレ、一龍会に恐れおののく部下達にイラつきを隠せない。
佐々木
西のボディーガード。
北条
浄水器を無料でプレゼントして気を良くさせたとこで、それ以上に高価な布団を売りつける押し売り。たまたまセールスをかけた先が一龍会の面子が揃ったマサ宅だったため、恐れおののき逃走した。
徳永
京浜連合の一番下っ端で、借金の取り立て役。取り立ての際は障害者を装い周囲の同情を引くカモフラージュをしている。パチンコ屋で龍三と揉めた。年下の西、一龍会からも見下されている小悪党。
田村
龍三にオレオレ詐欺の電話を仕掛け、金を受け取りに現れた受け子。指詰めをしようとした龍三とマサに恐れおののき逃走した。
松嶋
モキチをジジイ狩り中に村上に止められたチンピラ。
石垣
百合子と付き合っているロン毛のチンピラ。西に百合子をさらうように脅され、その後百合子とともにモキチの元に逃亡する。

### 龍三の家族
龍平
龍三の息子。食品会社に勤務しており、渉外担当。休暇中に会社が食品偽装を行い対処に追われる。龍三がヤクザであることによって迷惑をかけ続けられてきた身であるため、龍三の自分達なりの仁義の通し方に、全く理解を示さない。
康介
龍三の孫。

### その他
キャバクラのママ
京浜連合の傘下にあるキャバクラのママ。龍三に長年憧れ、情婦にもなろうとしたこともある。一方、西からは接待とストレス解消のはけ口として暴力を振るわれている。
村上
マル暴の刑事。暴対法で騒ぎを起こさないよう、龍三たちを説得する。
榊
かつて龍三が世話になった榊会長の息子。5年前に跡を継いで以降ヤクザ関係とは縁を切ってまともな企業運営を行っているとしているが、やはり悪徳商法を行っている。
百合子
キャバクラ嬢として働くモキチの孫娘。「ヤクザの娘」といじめられた過去があり、モキチを恨んでいる。

## キャスト
- 龍三親分（一龍会） - 藤竜也
- 若頭のマサ（一龍会） - 近藤正臣
- はばかりのモキチ（一龍会） - 中尾彬
- 早撃ちのマック（一龍会） - 品川徹
- ステッキのイチゾウ（一龍会） - 樋浦勉
- 五寸釘のヒデ（一龍会） - 伊藤幸純
- カミソリのタカ（一龍会） - 吉澤健
- 神風のヤス（一龍会） - 小野寺昭
- 西（京浜連合） - 安田顕[6]
- 北条（京浜連合） - 矢島健一
- 徳永（京浜連合） - 下條アトム
- 龍平 - 勝村政信
- キャバクラのママ - 萬田久子
- 村上（刑事） - ビートたけし[7]
- 榊 - 辰巳琢郎
- 龍平の上司 - 徳井優
- 佐々木（京浜連合） - 川口力哉
- 田村（京浜連合） - 山崎樹範
- 松嶋（京浜連合） - 川野直輝
- 石垣（京浜連合） - 石塚康介
- 焼鳥屋の店長 - 芦川誠
- 刑事 - 國本鍾建
- 百合子 - 清水富美加
- 龍平の妻 - 池谷のぶえ
- 京浜連合組員 - 山口祥行
- 京浜連合組員 - 本宮泰風
- 康介 - 込江海翔[8]
- 軽トラの運転手 - ガンビーノ小林
- 看護師 - 山本恵子
- 老人ホームの職員 - 北沢清子
- 焼鳥屋の店員 - ケンタエリザベス3世
- オカマ - カトゥー

## スタッフ
- 監督・脚本・編集 - 北野武
- 音楽 - 鈴木慶一
- 撮影 - 柳島克己
- 照明 - 高屋齋
- 美術 - 磯田典宏
- 録音 - 久連石由文
- キャスティング - 吉川威史
- 助監督 - 稲葉博文
- 製作担当 - 里吉優也
- 衣装 - 黒澤和子
- 装飾 - 龍田哲児
- メイク - 宮内三千代
- 編集 - 太田義則
- 記録 - 吉田久美子
- 整音 - 堀内戦治
- 音響効果 - 柴崎憲治
- プロデューサー - 森昌行、吉田多喜男
- ライン・プロデューサー - 小宮慎二、加倉井誠人
- アソシエイト・プロデューサー - 川城和実、福田太一、二宮清隆
- 助成 - 文化庁文化芸術振興費補助金
- 配給 - ワーナー・ブラザース映画、オフィス北野
- 製作 - 「龍三と七人の子分たち」製作委員会（バンダイビジュアル、ワーナー・ブラザース映画、東北新社、オフィス北野）

## 受賞
- 第25回東京スポーツ映画大賞[9]
  - 作品賞
  - 主演男優賞（藤竜也）
  - 助演男優賞（近藤正臣、中尾彬、品川徹、樋浦勉、伊藤幸純、吉澤健、小野寺昭、安田顕）

なお、第25回東京映画スポーツ映画大賞発表時には監督賞・北野武監督と発表されていた[9]。ところが、授賞式で審査委員長を務める北野武監督が「是枝監督に監督賞をあげようかな」と自身が受賞したトロフィーを会場に来ていた是枝裕和監督に対して手渡し、これにより『海街diary』の是枝監督が監督賞を受賞することとなった[10]。主催者である東京スポーツの授賞式記事（受賞者一覧）では「監督賞：北野武（「龍三と七人の子分たち」）→是枝裕和（「海街diary」）」となっている[11]。
- 第16回ニッポン・コネクション
  - ニッポン・シネマ賞

## 備考
- 撮影協力地（ロケ地）に愛知県はじめ東京以外の場所も参加。愛知県警察が振り込め詐欺防止を呼びかけポスターを作成したと『Cinema Cafe.net』で紹介された[12]。
- 本作品には、監督自身の経験談や見聞きした多くのエピソードがちりばめられている。例えば、競馬場の「3-5」のエピソードは島田洋七によると、横山やすしの知人の実話であり[13]、龍三が女のマンションからネグリジェで逃亡した話は、たけし自身の経験談である[14]。
- 公開21日目に観客動員100万人を突破したと伝えられた[15]。

## Blu-ray / DVD
2015年10月9日発売。発売・販売元はバンダイビジュアル。
- 龍三と七人の子分たち 通常版（1枚組）
- 龍三と七人の子分たち スペシャルエディション（2枚組・特装限定版）